# 1806
Portal Geschichte | Portal Biografien | Aktuelle Ereignisse | Jahreskalender | Tagesartikel

◄ |
18. Jahrhundert |
19. Jahrhundert
| 20. Jahrhundert | ►

◄ |
1770er |
1780er |
1790er |
1800er
| 1810er | 1820er | 1830er | ►

◄◄ |
◄ |
1802 |
1803 |
1804 |
1805 |
1806
| 1807 | 1808 | 1809 | 1810 | ► | ►►
Staatsoberhäupter  · Nekrolog  · Literaturjahr · Musikjahr
| Januar | Januar | Januar | Januar | Januar | Januar | Januar | Januar |
| Kw     | Mo     | Di     | Mi     | Do     | Fr     | Sa     | So     |
| ------ | ------ | ------ | ------ | ------ | ------ | ------ | ------ |
| 1      |        |        | 1      | 2      | 3      | 4      | 5      |
| 2      | 6      | 7      | 8      | 9      | 10     | 11     | 12     |
| 3      | 13     | 14     | 15     | 16     | 17     | 18     | 19     |
| 4      | 20     | 21     | 22     | 23     | 24     | 25     | 26     |
| 5      | 27     | 28     | 29     | 30     | 31     |        |        |

| Februar | Februar | Februar | Februar | Februar | Februar | Februar | Februar |
| Kw      | Mo      | Di      | Mi      | Do      | Fr      | Sa      | So      |
| ------- | ------- | ------- | ------- | ------- | ------- | ------- | ------- |
| 5       |         |         |         |         |         | 1       | 2       |
| 6       | 3       | 4       | 5       | 6       | 7       | 8       | 9       |
| 7       | 10      | 11      | 12      | 13      | 14      | 15      | 16      |
| 8       | 17      | 18      | 19      | 20      | 21      | 22      | 23      |
| 9       | 24      | 25      | 26      | 27      | 28      |         |         |

| März | März | März | März | März | März | März | März |
| Kw   | Mo   | Di   | Mi   | Do   | Fr   | Sa   | So   |
| ---- | ---- | ---- | ---- | ---- | ---- | ---- | ---- |
| 9    |      |      |      |      |      | 1    | 2    |
| 10   | 3    | 4    | 5    | 6    | 7    | 8    | 9    |
| 11   | 10   | 11   | 12   | 13   | 14   | 15   | 16   |
| 12   | 17   | 18   | 19   | 20   | 21   | 22   | 23   |
| 1    | 24   | 25   | 26   | 27   | 28   | 29   | 30   |
| 14   | 31   |      |      |      |      |      |      |

| April | April | April | April | April | April | April | April |
| Kw    | Mo    | Di    | Mi    | Do    | Fr    | Sa    | So    |
| ----- | ----- | ----- | ----- | ----- | ----- | ----- | ----- |
| 14    |       | 1     | 2     | 3     | 4     | 5     | 6     |
| 15    | 7     | 8     | 9     | 10    | 11    | 12    | 13    |
| 16    | 14    | 15    | 16    | 17    | 18    | 19    | 20    |
| 17    | 21    | 22    | 23    | 24    | 25    | 26    | 27    |
| 18    | 28    | 29    | 30    |       |       |       |       |

| Mai | Mai | Mai | Mai | Mai | Mai | Mai | Mai |
| Kw  | Mo  | Di  | Mi  | Do  | Fr  | Sa  | So  |
| --- | --- | --- | --- | --- | --- | --- | --- |
| 18  |     |     |     | 1   | 2   | 3   | 4   |
| 19  | 5   | 6   | 7   | 8   | 9   | 10  | 11  |
| 20  | 12  | 13  | 14  | 15  | 16  | 17  | 18  |
| 21  | 19  | 20  | 21  | 22  | 23  | 24  | 25  |
| 22  | 26  | 27  | 28  | 29  | 30  | 31  |     |

| Juni | Juni | Juni | Juni | Juni | Juni | Juni | Juni |
| Kw   | Mo   | Di   | Mi   | Do   | Fr   | Sa   | So   |
| ---- | ---- | ---- | ---- | ---- | ---- | ---- | ---- |
| 22   |      |      |      |      |      |      | 1    |
| 23   | 2    | 3    | 4    | 5    | 6    | 7    | 8    |
| 24   | 9    | 10   | 11   | 12   | 13   | 14   | 15   |
| 25   | 16   | 17   | 18   | 19   | 20   | 21   | 22   |
| 26   | 23   | 24   | 25   | 26   | 27   | 28   | 29   |
| 27   | 30   |      |      |      |      |      |      |

| Juli | Juli | Juli | Juli | Juli | Juli | Juli | Juli |
| Kw   | Mo   | Di   | Mi   | Do   | Fr   | Sa   | So   |
| ---- | ---- | ---- | ---- | ---- | ---- | ---- | ---- |
| 27   |      | 1    | 2    | 3    | 4    | 5    | 6    |
| 2    | 7    | 8    | 9    | 10   | 11   | 12   | 13   |
| 29   | 14   | 15   | 16   | 17   | 18   | 19   | 20   |
| 30   | 21   | 22   | 23   | 24   | 25   | 26   | 27   |
| 31   | 28   | 29   | 30   | 31   |      |      |      |

| August | August | August | August | August | August | August | August |
| Kw     | Mo     | Di     | Mi     | Do     | Fr     | Sa     | So     |
| ------ | ------ | ------ | ------ | ------ | ------ | ------ | ------ |
| 31     |        |        |        |        | 1      | 2      | 3      |
| 32     | 4      | 5      | 6      | 7      | 8      | 9      | 10     |
| 33     | 11     | 12     | 13     | 14     | 15     | 16     | 17     |
| 34     | 18     | 19     | 20     | 21     | 22     | 23     | 24     |
| 35     | 25     | 26     | 27     | 28     | 29     | 30     | 31     |

| September | September | September | September | September | September | September | September |
| Kw        | Mo        | Di        | Mi        | Do        | Fr        | Sa        | So        |
| --------- | --------- | --------- | --------- | --------- | --------- | --------- | --------- |
| 36        | 1         | 2         | 3         | 4         | 5         | 6         | 7         |
| 37        | 8         | 9         | 10        | 11        | 12        | 13        | 14        |
| 38        | 15        | 16        | 17        | 18        | 19        | 20        | 21        |
| 39        | 22        | 23        | 24        | 25        | 26        | 27        | 28        |
| 40        | 29        | 30        |           |           |           |           |           |

| Oktober | Oktober | Oktober | Oktober | Oktober | Oktober | Oktober | Oktober |
| Kw      | Mo      | Di      | Mi      | Do      | Fr      | Sa      | So      |
| ------- | ------- | ------- | ------- | ------- | ------- | ------- | ------- |
| 40      |         |         | 1       | 2       | 3       | 4       | 5       |
| 41      | 6       | 7       | 8       | 9       | 10      | 11      | 12      |
| 42      | 13      | 14      | 15      | 16      | 17      | 18      | 19      |
| 43      | 20      | 21      | 22      | 23      | 24      | 25      | 26      |
| 44      | 27      | 28      | 29      | 30      | 31      |         |         |

| November | November | November | November | November | November | November | November |
| Kw       | Mo       | Di       | Mi       | Do       | Fr       | Sa       | So       |
| -------- | -------- | -------- | -------- | -------- | -------- | -------- | -------- |
| 44       |          |          |          |          |          | 1        | 2        |
| 45       | 3        | 4        | 5        | 6        | 7        | 8        | 9        |
| 46       | 10       | 11       | 12       | 13       | 14       | 15       | 16       |
| 47       | 17       | 18       | 19       | 20       | 21       | 22       | 23       |
| 48       | 24       | 25       | 26       | 27       | 28       | 29       | 30       |

| Dezember | Dezember | Dezember | Dezember | Dezember | Dezember | Dezember | Dezember |
| Kw       | Mo       | Di       | Mi       | Do       | Fr       | Sa       | So       |
| -------- | -------- | -------- | -------- | -------- | -------- | -------- | -------- |
| 49       | 1        | 2        | 3        | 4        | 5        | 6        | 7        |
| 50       | 8        | 9        | 10       | 11       | 12       | 13       | 14       |
| 51       | 15       | 16       | 17       | 18       | 19       | 20       | 21       |
| 52       | 22       | 23       | 24       | 25       | 26       | 27       | 28       |
| 1        | 29       | 30       | 31       |          |          |          |          |

| Januar | Januar | Januar | Januar | Januar | Januar | Januar | Januar |
| Kw     | Mo     | Di     | Mi     | Do     | Fr     | Sa     | So     |
| ------ | ------ | ------ | ------ | ------ | ------ | ------ | ------ |
| 1      |        |        | 1      | 2      | 3      | 4      | 5      |
| 2      | 6      | 7      | 8      | 9      | 10     | 11     | 12     |
| 3      | 13     | 14     | 15     | 16     | 17     | 18     | 19     |
| 4      | 20     | 21     | 22     | 23     | 24     | 25     | 26     |
| 5      | 27     | 28     | 29     | 30     | 31     |        |        |

| Februar | Februar | Februar | Februar | Februar | Februar | Februar | Februar |
| Kw      | Mo      | Di      | Mi      | Do      | Fr      | Sa      | So      |
| ------- | ------- | ------- | ------- | ------- | ------- | ------- | ------- |
| 5       |         |         |         |         |         | 1       | 2       |
| 6       | 3       | 4       | 5       | 6       | 7       | 8       | 9       |
| 7       | 10      | 11      | 12      | 13      | 14      | 15      | 16      |
| 8       | 17      | 18      | 19      | 20      | 21      | 22      | 23      |
| 9       | 24      | 25      | 26      | 27      | 28      |         |         |

| März | März | März | März | März | März | März | März |
| Kw   | Mo   | Di   | Mi   | Do   | Fr   | Sa   | So   |
| ---- | ---- | ---- | ---- | ---- | ---- | ---- | ---- |
| 9    |      |      |      |      |      | 1    | 2    |
| 10   | 3    | 4    | 5    | 6    | 7    | 8    | 9    |
| 11   | 10   | 11   | 12   | 13   | 14   | 15   | 16   |
| 12   | 17   | 18   | 19   | 20   | 21   | 22   | 23   |
| 1    | 24   | 25   | 26   | 27   | 28   | 29   | 30   |
| 14   | 31   |      |      |      |      |      |      |

| April | April | April | April | April | April | April | April |
| Kw    | Mo    | Di    | Mi    | Do    | Fr    | Sa    | So    |
| ----- | ----- | ----- | ----- | ----- | ----- | ----- | ----- |
| 14    |       | 1     | 2     | 3     | 4     | 5     | 6     |
| 15    | 7     | 8     | 9     | 10    | 11    | 12    | 13    |
| 16    | 14    | 15    | 16    | 17    | 18    | 19    | 20    |
| 17    | 21    | 22    | 23    | 24    | 25    | 26    | 27    |
| 18    | 28    | 29    | 30    |       |       |       |       |

| Mai | Mai | Mai | Mai | Mai | Mai | Mai | Mai |
| Kw  | Mo  | Di  | Mi  | Do  | Fr  | Sa  | So  |
| --- | --- | --- | --- | --- | --- | --- | --- |
| 18  |     |     |     | 1   | 2   | 3   | 4   |
| 19  | 5   | 6   | 7   | 8   | 9   | 10  | 11  |
| 20  | 12  | 13  | 14  | 15  | 16  | 17  | 18  |
| 21  | 19  | 20  | 21  | 22  | 23  | 24  | 25  |
| 22  | 26  | 27  | 28  | 29  | 30  | 31  |     |

| Juni | Juni | Juni | Juni | Juni | Juni | Juni | Juni |
| Kw   | Mo   | Di   | Mi   | Do   | Fr   | Sa   | So   |
| ---- | ---- | ---- | ---- | ---- | ---- | ---- | ---- |
| 22   |      |      |      |      |      |      | 1    |
| 23   | 2    | 3    | 4    | 5    | 6    | 7    | 8    |
| 24   | 9    | 10   | 11   | 12   | 13   | 14   | 15   |
| 25   | 16   | 17   | 18   | 19   | 20   | 21   | 22   |
| 26   | 23   | 24   | 25   | 26   | 27   | 28   | 29   |
| 27   | 30   |      |      |      |      |      |      |

| Juli | Juli | Juli | Juli | Juli | Juli | Juli | Juli |
| Kw   | Mo   | Di   | Mi   | Do   | Fr   | Sa   | So   |
| ---- | ---- | ---- | ---- | ---- | ---- | ---- | ---- |
| 27   |      | 1    | 2    | 3    | 4    | 5    | 6    |
| 2    | 7    | 8    | 9    | 10   | 11   | 12   | 13   |
| 29   | 14   | 15   | 16   | 17   | 18   | 19   | 20   |
| 30   | 21   | 22   | 23   | 24   | 25   | 26   | 27   |
| 31   | 28   | 29   | 30   | 31   |      |      |      |

| August | August | August | August | August | August | August | August |
| Kw     | Mo     | Di     | Mi     | Do     | Fr     | Sa     | So     |
| ------ | ------ | ------ | ------ | ------ | ------ | ------ | ------ |
| 31     |        |        |        |        | 1      | 2      | 3      |
| 32     | 4      | 5      | 6      | 7      | 8      | 9      | 10     |
| 33     | 11     | 12     | 13     | 14     | 15     | 16     | 17     |
| 34     | 18     | 19     | 20     | 21     | 22     | 23     | 24     |
| 35     | 25     | 26     | 27     | 28     | 29     | 30     | 31     |

| September | September | September | September | September | September | September | September |
| Kw        | Mo        | Di        | Mi        | Do        | Fr        | Sa        | So        |
| --------- | --------- | --------- | --------- | --------- | --------- | --------- | --------- |
| 36        | 1         | 2         | 3         | 4         | 5         | 6         | 7         |
| 37        | 8         | 9         | 10        | 11        | 12        | 13        | 14        |
| 38        | 15        | 16        | 17        | 18        | 19        | 20        | 21        |
| 39        | 22        | 23        | 24        | 25        | 26        | 27        | 28        |
| 40        | 29        | 30        |           |           |           |           |           |

| Oktober | Oktober | Oktober | Oktober | Oktober | Oktober | Oktober | Oktober |
| Kw      | Mo      | Di      | Mi      | Do      | Fr      | Sa      | So      |
| ------- | ------- | ------- | ------- | ------- | ------- | ------- | ------- |
| 40      |         |         | 1       | 2       | 3       | 4       | 5       |
| 41      | 6       | 7       | 8       | 9       | 10      | 11      | 12      |
| 42      | 13      | 14      | 15      | 16      | 17      | 18      | 19      |
| 43      | 20      | 21      | 22      | 23      | 24      | 25      | 26      |
| 44      | 27      | 28      | 29      | 30      | 31      |         |         |

| November | November | November | November | November | November | November | November |
| Kw       | Mo       | Di       | Mi       | Do       | Fr       | Sa       | So       |
| -------- | -------- | -------- | -------- | -------- | -------- | -------- | -------- |
| 44       |          |          |          |          |          | 1        | 2        |
| 45       | 3        | 4        | 5        | 6        | 7        | 8        | 9        |
| 46       | 10       | 11       | 12       | 13       | 14       | 15       | 16       |
| 47       | 17       | 18       | 19       | 20       | 21       | 22       | 23       |
| 48       | 24       | 25       | 26       | 27       | 28       | 29       | 30       |

| Dezember | Dezember | Dezember | Dezember | Dezember | Dezember | Dezember | Dezember |
| Kw       | Mo       | Di       | Mi       | Do       | Fr       | Sa       | So       |
| -------- | -------- | -------- | -------- | -------- | -------- | -------- | -------- |
| 49       | 1        | 2        | 3        | 4        | 5        | 6        | 7        |
| 50       | 8        | 9        | 10       | 11       | 12       | 13       | 14       |
| 51       | 15       | 16       | 17       | 18       | 19       | 20       | 21       |
| 52       | 22       | 23       | 24       | 25       | 26       | 27       | 28       |
| 1        | 29       | 30       | 31       |          |          |          |          |

## Ereignisse

### Politik und Weltgeschehen

#### Europa

##### Ein deutsches „Epochenjahr“
Die deutschsprachige Geschichtsschreibung stuft das Jahr 1806 zum Teil als ein „Epochenjahr“ ein. Ursächlich hierfür ist das Ende des Heiligen Römischen Reiches: Am 6. August 1806 verkündete Kaiser Franz II. die Niederlegung der Reichskrone. Diese Zäsur wird oder wurde von Historikern als ein mögliches Enddatum der Geschichte der Frühen Neuzeit gewertet. Entsprechend widmeten sich 2006 – im 200. Jubiläumsjahr des Ereignisses – zahlreiche Publikationen und Ausstellungen dem Untergang des Reiches, beispielsweise etwa die Ausstellung Heiliges Römisches Reich Deutscher Nation im Kulturhistorischen Museum Magdeburg und im Deutschen Historischen Museum in Berlin. In Süddeutschland wurde vor allem an die Gründung der Königreiche Württemberg und Bayern erinnert. 1806 erlangten sie – ebenso wie Baden, Hessen-Darmstadt, Nassau und Berg – die politische Souveränität und konnten ihre Territorien zu weitgehend geschlossenen Einheiten vergrößern. Auf dieser Basis führten die Regierungen der genannten Staaten eine Reihe von Reformen und Modernisierungen durch. Zu einem Umbruch kam es auch in Norddeutschland: Im Jahr 1806 wurde die Region erstmals von den großen territorialen Veränderungen der napoleonischen Zeit erfasst. In Folge der Schlacht bei Jena und Auerstedt vom 14. Oktober 1806 erfolgte der Zusammenbruch des preußischen Staates. Die Historikerin Bettina Braun hält diese Entwicklung für eine nicht weniger relevante Zäsur als die Niederlegung der Kaiserkrone durch Franz II.
 Politische Zäsuren 
- 1. Januar: Die Herrscher Bayerns (Maximilian Joseph) und Württembergs (Friedrich) werden zu Königen.
- 12. bis 16. Juli: Auf Initiative Napoleons unterzeichnen 16 Abgesandte deutscher Reichsfürsten die Rheinbundakte und gründen damit den Rheinbund.
- 6. August: Kaiser Franz II. aus dem Hause Habsburg-Lothringen legt die Kaiserkrone nieder und erklärt das Heilige Römische Reich für erloschen. Als Franz I. bleibt er weiterhin Kaiser von Österreich.
- 9. Oktober: Friedrich Wilhelm III. erklärt Frankreich den Krieg.
- 10. Oktober: Der preußische General Louis Ferdinand Prinz von Preußen fällt in der Schlacht bei Saalfeld im Vierten Koalitionskrieg gegen Napoleon Bonaparte.

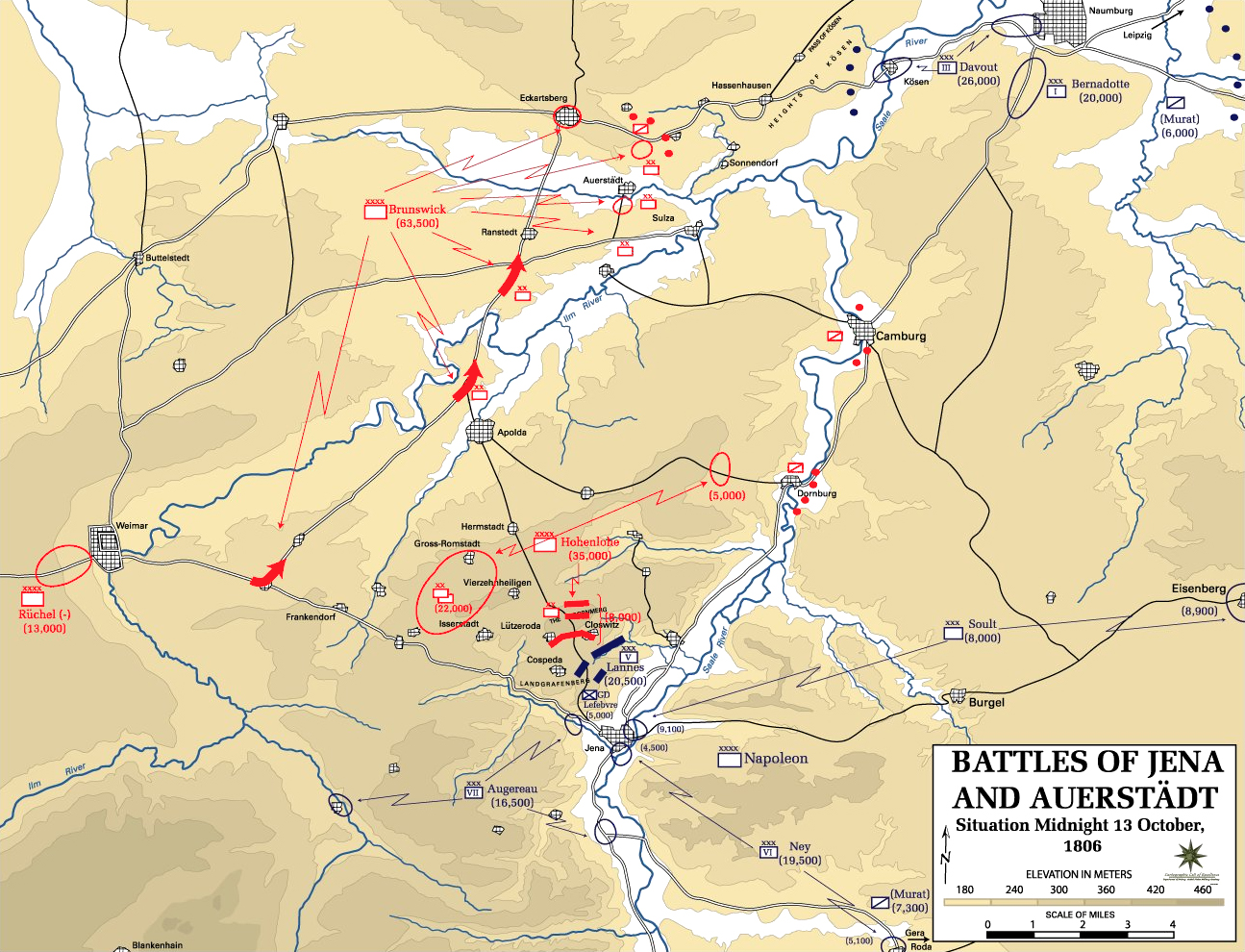
Schlacht bei Jena und Auerstedt

- 14. Oktober: Napoleon I. schlägt in der Schlacht bei Jena und Auerstedt die preußische Armee.
- 27. Oktober: Napoleon zieht mit seinen Truppen in die preußische Hauptstadt Berlin ein.
- 28. Oktober: Kapitulation des preußischen Heeres unter Fürst zu Hohenlohe-Ingelfingen an Napoleon Bonaparte bei Prenzlau
- 11. Dezember: Im Frieden von Posen mit Napoleon Bonaparte schließt sich Sachsen dem Rheinbund an, kommt es zu Gebietsarrondierungen, wird Kurfürst Friedrich August III. der Königstitel gewährt und fällt ihm später das Herzogtum Warschau zu.
- 20. Dezember: Der sächsische Kurfürst Friedrich August III. wird zum König proklamiert und lenkt die Geschicke des Königreichs Sachsen als Friedrich August I.
- 26. Dezember: Die Schlacht von Pultusk im Vierten Koalitionskrieg endet zwischen französischen und russisch-preußischen Truppen unentschieden.

Lokale Ereignisse 

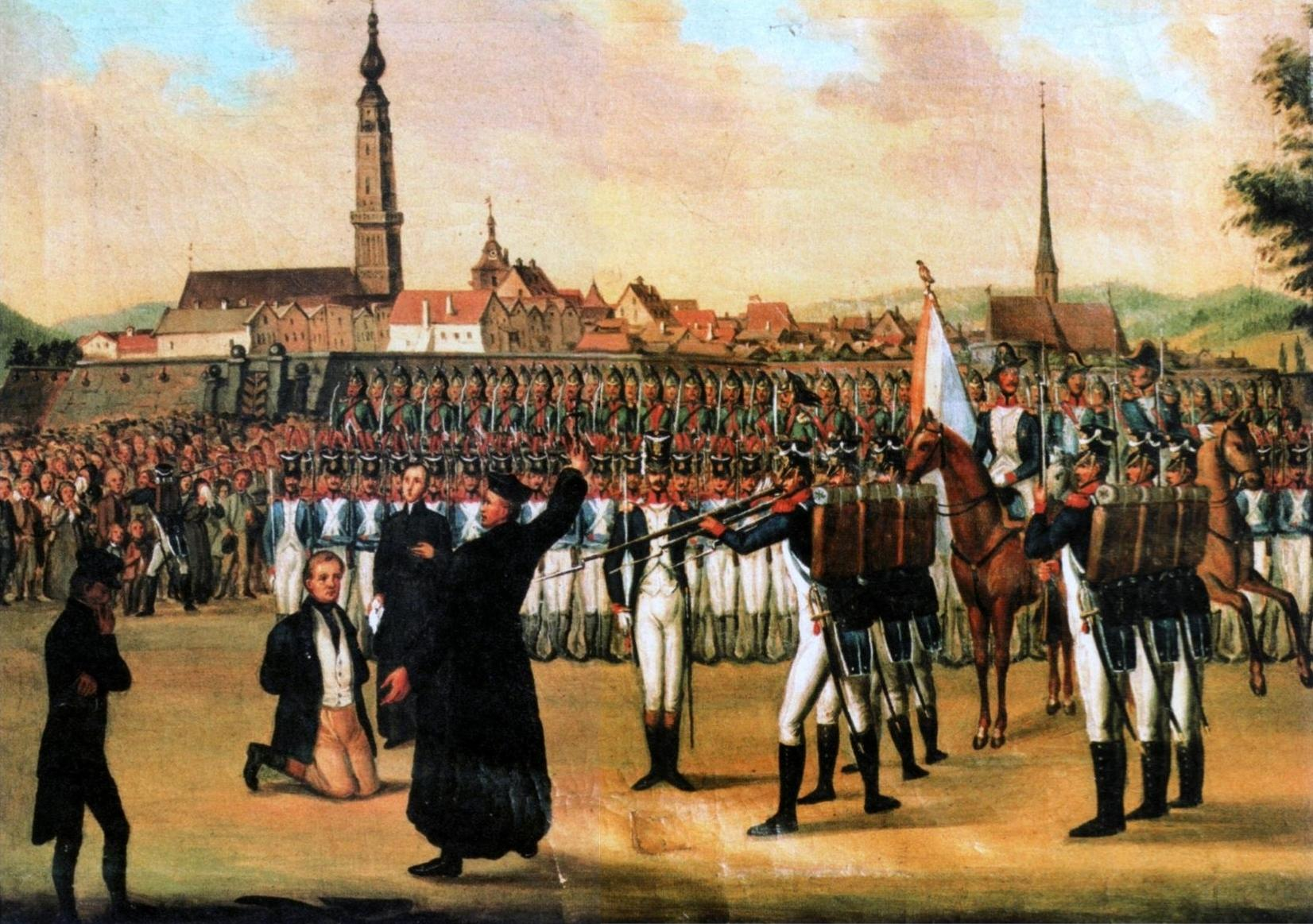
Hinrichtung Palms durch französische Truppen (Zeitgenössische Darstellung)

- 26. August: Der Buchdrucker Johann Philipp Palm wird wegen eines gegen Napoleon gerichteten Pamphlets in Braunau am Inn auf Befehl Napoleons hingerichtet.
- 30. August: Friedrich August von Nassau-Usingen und sein Vetter Friedrich Wilhelm von Nassau-Weilburg beschließen unter dem Druck Napoleons, ihre Fürstentümer zum Herzogtum Nassau zusammenzulegen.
- 6. September: Die Reichsstadt Frankfurt am Main wird in das Fürstentum Aschaffenburg einverleibt und nunmehr vom Fürstprimas des Rheinbunds, Karl Theodor von Dalberg, regiert.
- 15. September: Die Reichsstadt Nürnberg wird vom französischen Beauftragten Joseph-Mathieu Fririon offiziell an das neu gegründete Königreich Bayern übergeben.
- 16. Oktober: Die zu Preußen gehörende Stadt Erfurt kapituliert nach der Schlacht bei Jena und Auerstedt gegenüber den Franzosen und wird bis 1814 von ihnen regiert.
- 6. November: Die Schlacht von Lübeck beendet den Rückzug Gebhard Leberecht von Blüchers.
- 7. November: Gebhard Leberecht von Blücher kapituliert nach der Schlacht bei Lübeck im Vierten Koalitionskrieg mit seinen preußischen Einheiten in Ratekau gegenüber den Franzosen unter Marschall Bernadotte. Die Lübecker Franzosenzeit beginnt.
- 19. November: Hamburg wird von napoleonischen Truppen besetzt. Es beginnt die Hamburger Franzosenzeit.
- Aus Erfurt und den umliegenden Landen inklusive der Grafschaft Blankenhain wird das direkt dem Kaiser der Franzosen unterstehende Fürstentum Erfurt gebildet.

##### Großbritannien
- 11. Februar: William Wyndham Grenville, 1. Baron Grenville, wird als Nachfolger des am 23. Januar verstorbenen William Pitt zum britischen Premierminister ernannt. Da sich das Land im Krieg befindet, bemüht er sich um eine möglichst breite Koalition, die auch die Opposition unter Charles James Fox mit einschließt, die sogenannte „Regierung aller Talente“.
- 15. Februar: Im zwischen Napoleon Bonaparte und Christian von Haugwitz ausgehandelten Vertrag von Paris verpflichtet sich Preußen zur Sperre aller seiner Häfen für britische Schiffe und zur Besetzung Kurhannovers. Großbritannien erklärt daraufhin Preußen den Krieg.
- 27. Februar: Preußen proklamiert die Besetzung Kurhannovers, das in Personalunion mit Großbritannien verbunden war.
- 21. November: Napoleon erlässt das Berliner Dekret und errichtet damit die Kontinentalsperre gegen Großbritannien.

##### Russland
- 2. Juni: Beginn eines weiteren Russisch-Türkischen Krieges
- 28. November: Der russische Kaiser Alexander I. tritt in den Krieg gegen Napoleon mit ein. Am selben Tag besetzen während des Vierten Koalitionskrieges französische Einheiten das zu Preußen gehörende Warschau.
- Der Großpolnische Aufstand beginnt.

##### Italien

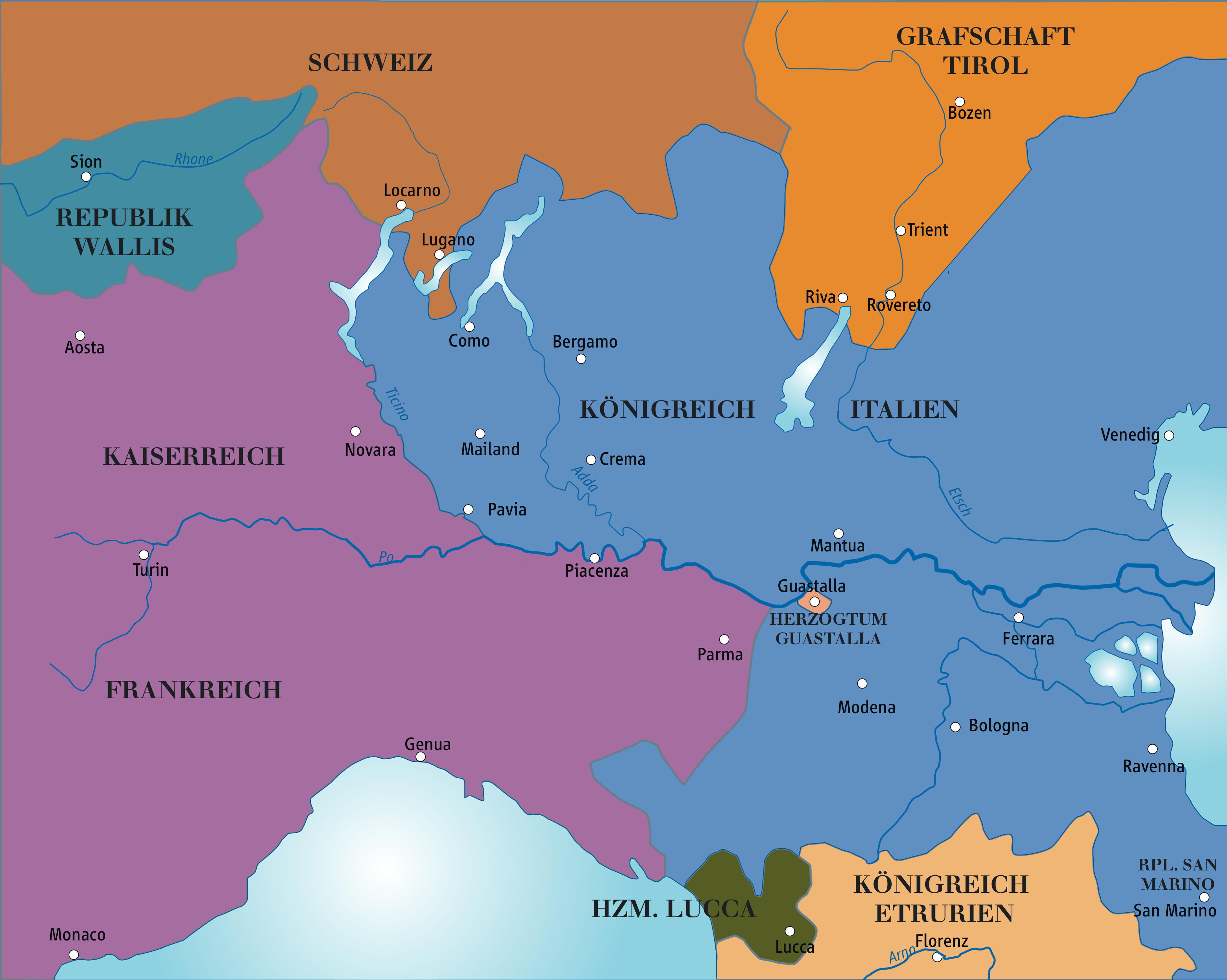
Norditalien 1806

- Im 1805 gegründeten französisch dominierten Königreich Italien wird das französische Recht, insbesondere der Code civil eingeführt.
- 30. März: Joseph Bonaparte wird von seinem Bruder Napoleon zum König von Neapel ernannt.

##### Niederlande

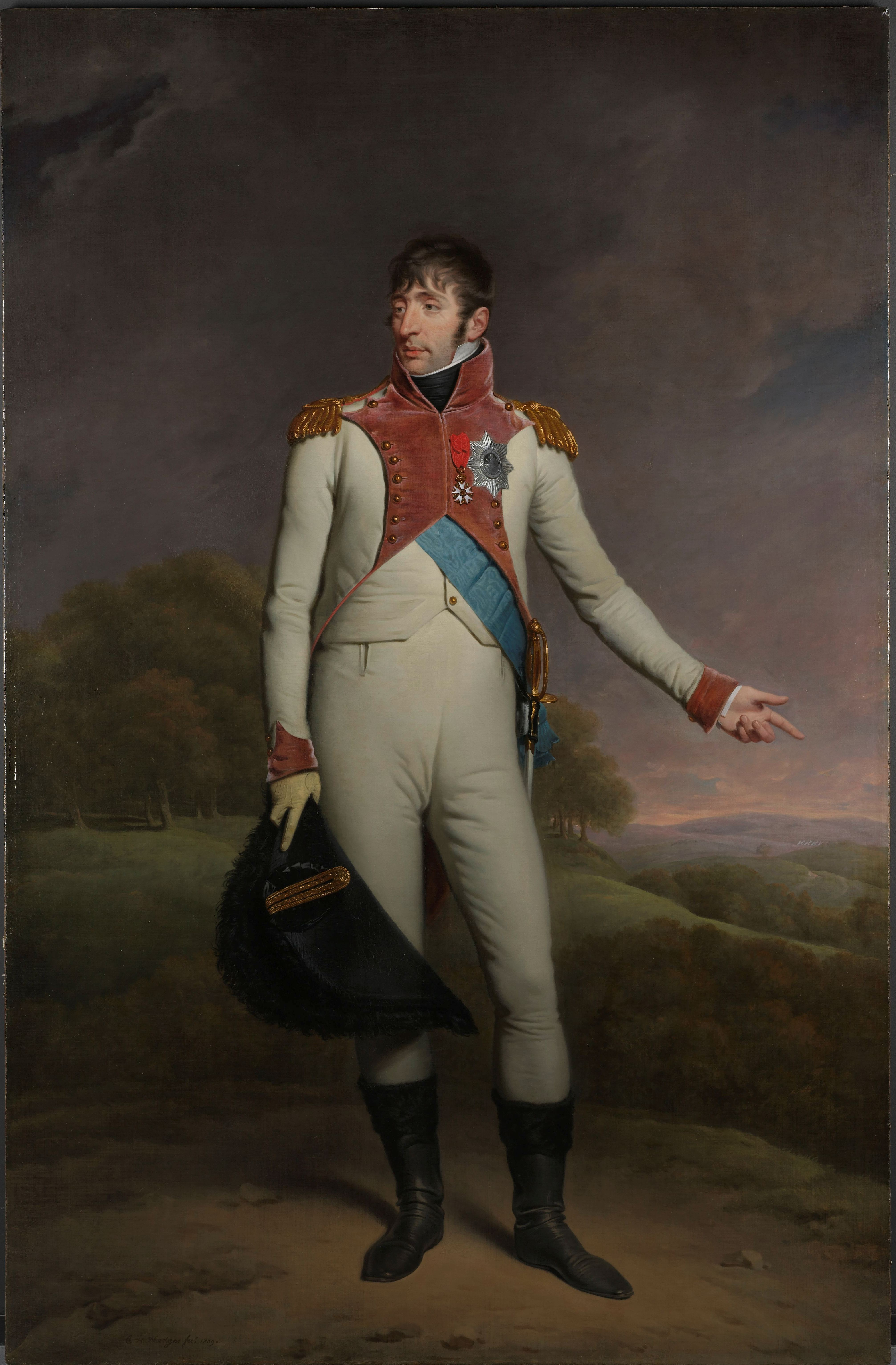
Louis Bonaparte, König von Holland (Porträt von Charles Howard Hodges)

- 5. Juni: Louis Bonaparte wird König des am 24. Mai durch Staatsvertrag zwischen Frankreich und der Batavischen Republik neu gegründeten Königreich Holland.

##### Andorra
- Napoleon Bonaparte ernennt Andorra zur Republik.

#### Afrika
- 8. Januar: Die Kapkolonie wird zur britischen Kolonie. Großbritannien will damit seinen Seeweg nach Indien absichern.
- 19. Januar: Die Briten besetzen das Kap der Guten Hoffnung in der Kapkolonie. Sie eroberten elf Tage zuvor zur Sicherung ihres Seeweges nach Indien das Gebiet zurück, das sie 1803 der Batavischen Republik zurückgegeben hatten.

#### Amerika
- 23. März: Die Teilnehmer der Lewis-und-Clark-Expedition, der ersten Forschungsreise vom Osten Nordamerikas zur Pazifikküste, treten die Rückreise an.
- 30. Mai: In einem Duell tötet der spätere US-Präsident Andrew Jackson den regional bekannten Duellschützen Charles Dickinson, der Jacksons Frau verleumdet hat. Die nahe dem Herzen liegende Kugel Dickinsons bleibt lebenslang in Jacksons Körper.
- 25. Juni: Eine britische Invasion am Río de la Plata setzt mit der Eroberung der Stadt Quilmes durch Truppen unter dem Befehl General William Carr Beresfords ein. Zwei Tage später wird von ihnen Buenos Aires eingenommen.
- 15. Juli: Vereinigte Staaten: Die Pike-Expedition beginnt.
- 12. August: In Buenos Aires kapitulieren die durch eine britische Invasion im Land befindlichen Soldaten unter dem Befehlshaber William Carr Beresford gegenüber den spanischen Streitkräften des späteren Vizekönigs Santiago de Liniers.

#### Weitere Ereignisse weltweit
- 18. August: Der Walfänger und Kapitän Abraham Bristow entdeckt die Gruppe der Aucklandinseln.
- Meuterei in Velur

### Wirtschaft
- 22. März: Mit dem Kauf dreier Eisenhütten im Saardepartement, der Neunkircher Hütte, der Fischbacher Schmelze und dem Halberger Werk, begründen die Brüder Friedrich Philipp Stumm, Christian Philipp Stumm und Johann Ferdinand Stumm in Saarbrücken das Unternehmen Gebrüder Stumm.
- 1. Juni: In Preußen wird Papiergeld, sogenannte „Tresorscheine“, ausgegeben.
- 9. Oktober: In der Schweiz wird in Brig nach mehrjähriger Bauzeit die neue Straße über den Simplonpass eröffnet. Den Anstoß lieferte Napoleon Bonaparte, der bessere Alpenübergänge für seine Truppen wünscht.

### Wissenschaft und Technik
- 23. März: Nach dem Überwintern an der Mündung des Columbia River tritt die US-amerikanische Lewis-und-Clark-Expedition den nach St. Louis führenden Heimweg an.
- 7. Oktober: Der Engländer Ralph Wedgwood erhält ein Patent für einen Apparat zur Verdoppelung von Schriftstücken, mit dem ein tintengetränktes Papier in Verbindung mit einem Metall-Schreibstift gemeint war. Die Produktion beginnt er einige Jahre später.
- 21. Dezember: Alexander von Humboldt berichtet erstmals von einem magnetischen Sturm.
- Der amerikanische Publizist, Übersetzer und Schriftsteller Noah Webster veröffentlicht das Wörterbuch A Compendious Dictionary of the English Language. Auf dieses Werk geht der Großteil der Unterschiede zwischen dem amerikanischen und dem britischen Englisch zurück.

#### Literatur

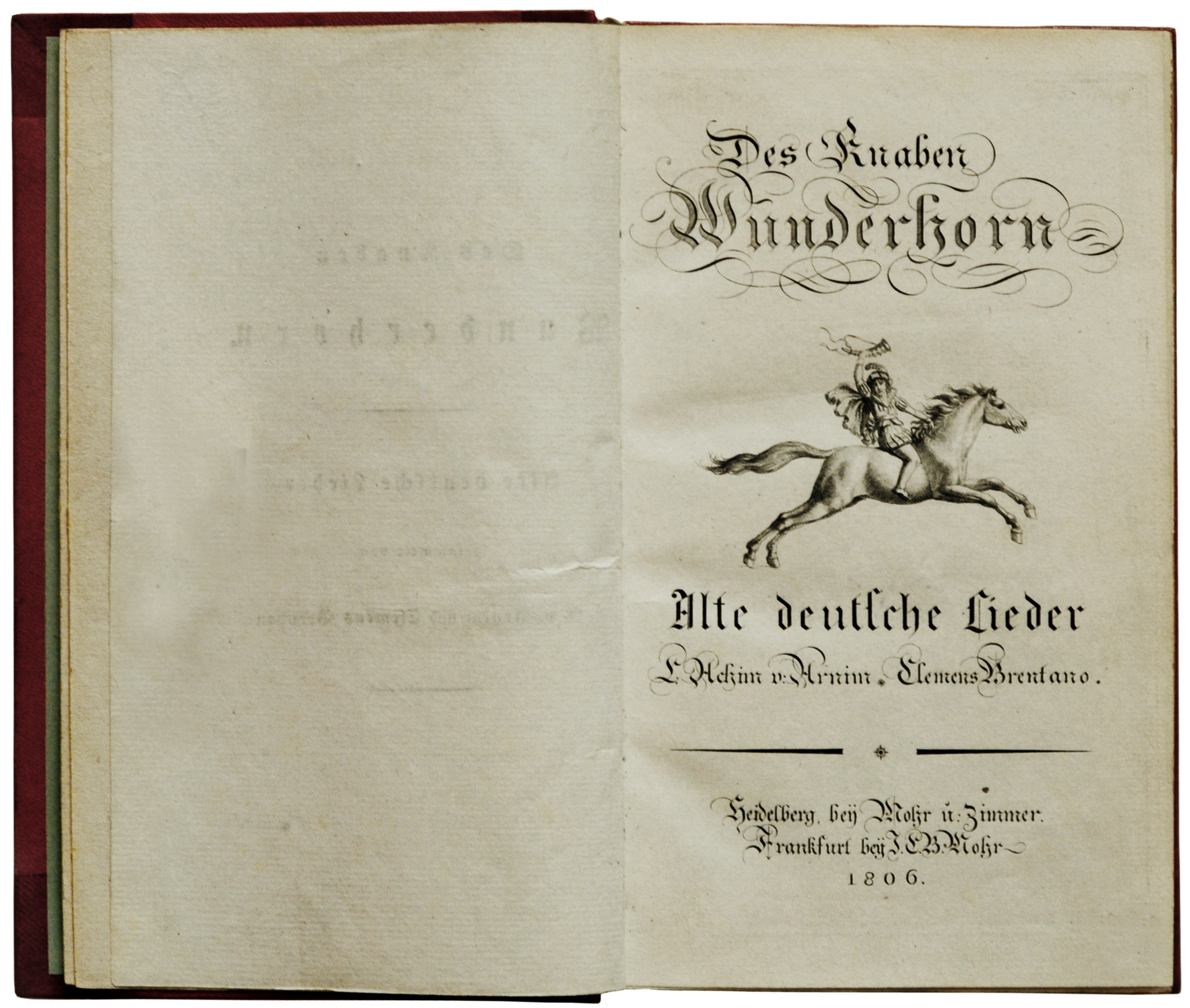
Bd. I Titelblatt (gestochen) des Erstdrucks von 1806

### Kultur

#### Musik und Theater
- 15. Januar: Die zweite Fassung des Trauerspiels Stella von Johann Wolfgang von Goethe hat seine Uraufführung in Weimar.
- 25. Februar: Am Theater am Kärntnertor in Wien hat die Oper Faniska von Luigi Cherubini ihre Uraufführung und wird enthusiastisch gefeiert.
- 4. Oktober: Die Uraufführung der komischen Oper Philoclès von Victor Dourlen findet an der Opéra-Comique in Paris statt.
- Herbst: Ludwig van Beethoven vollendet die Arbeit an seiner 4. Sinfonie.

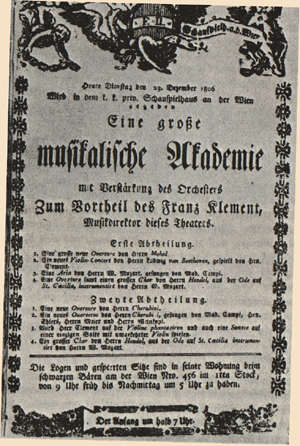
Anschlagzettel der Uraufführung im Theater an der Wien

- 23. Dezember: Ludwig van Beethoven bringt auf einem seiner Konzerte im Theater an der Wien bei Wien sein einziges Violinkonzert zur Uraufführung.
- 26. Dezember: Die Oper Adelasia ed Aleramo von Johann Simon Mayr auf das Libretto von Luigi Romanelli wird in der Karnevalssaison an der Mailänder Scala uraufgeführt. Unter anderem stehen Giacomo David, Teresa Belloc-Giorgi und Impératrice Sessi auf der Bühne.

#### Sonstiges
- 26. Februar: Kaiser Napoléon I. erteilt den Auftrag zum Bau eines Triumphbogens in Paris. Für den Arc de Triomphe du Carrousel steht der Konstantinsbogen in Rom Pate.
- 15. August: Der Grundstein für den Pariser Arc de Triomphe wird gelegt.
- 30. November: Gründung des Corps Bavaria in München

### Gesellschaft
- 11. August: König Friedrich Wilhelm III. verfügt die Gründung der ersten preußischen Blindenschule als „Preußisch-Königliche Bildungsanstalt“.

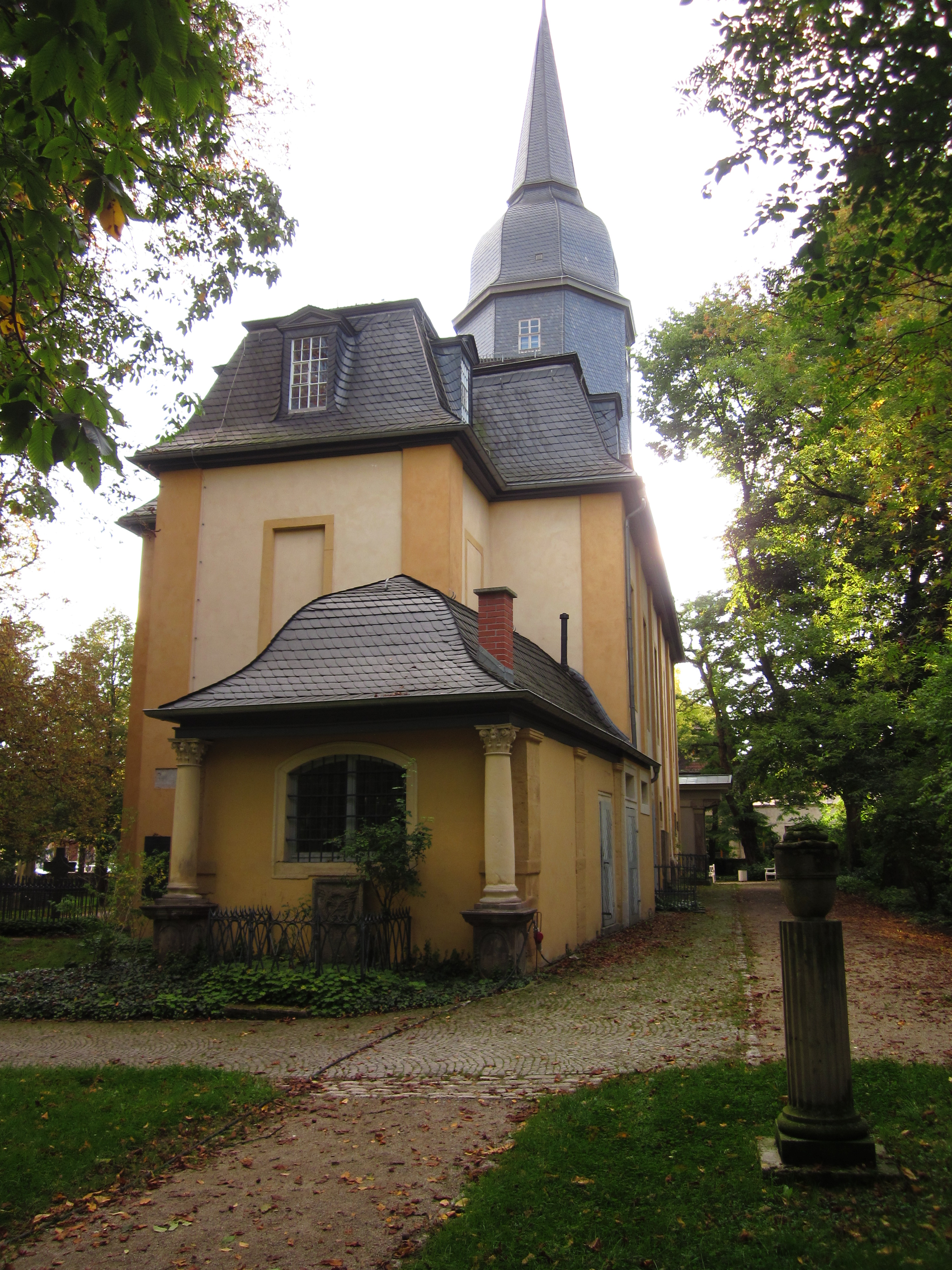
Die Jakobskirche in Weimar

- 19. Oktober: Johann Wolfgang von Goethe und Christiane Vulpius werden in der Sakristei der Weimarer Jakobskirche getraut.
- Die Engländerin Anne Lister beginnt – zunächst nur auf einzelnen Papierfetzen – mit dem Verfassen ihrer Tagebücher.

### Religion
- 30. Juli: Mit königlicher Genehmigung darf im katholischen München die erste protestantische Kirchengemeinde in der bayerischen Hauptstadt errichtet werden.

### Katastrophen

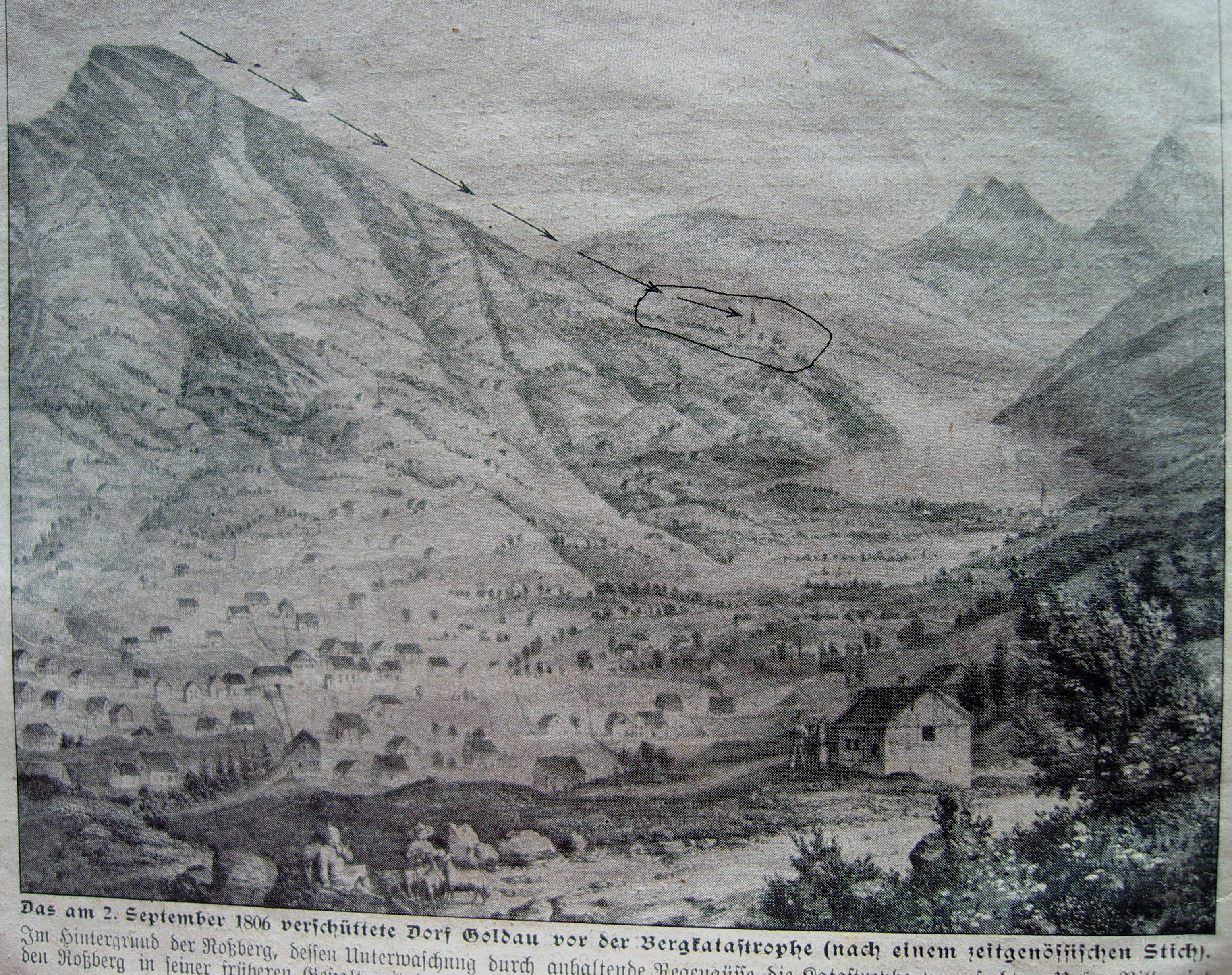
Goldau 1806 vor der Katastrophe

- 2. September: Beim Bergsturz von Goldau, bei dem sich an der Südflanke des Rossberges im Kanton Schwyz beinahe 40 Millionen m³ Nagelfluhgestein von der Gnipenspitze auf einer circa 20° talwärts geneigten Gleitbahn über stark durchfeuchteten tonigen Zwischenschichten in Bewegung setzen und ungefähr 1000 Meter ins Tal stürzen, kommen 457 Menschen ums Leben, über 100 Häuser, 220 Ställe und Scheunen sowie zwei Kirchen und zwei Kapellen wurden zerstört. Die Dörfer Goldau und Röthen sind verschwunden, und der Lauerzersee verkleinert sich um ein Siebtel seiner Fläche. Augenzeugen berichten, der Bergsturz habe eine 20 Meter hohe Flutwelle ausgelöst. Es ist dies neben dem Basler Erdbeben 1356 die schwerste Naturkatastrophe in der Geschichte der Schweiz.

## Geboren

### Januar/Februar
- 01. Januar: Karl von Weber, deutscher Historiker († 1879)
- 01. Januar: Lionel Kieseritzky, französisch-polnischer Schachmeister († 1853)
- 03. Januar: Henriette Sontag, deutsche Opernsängerin († 1854)

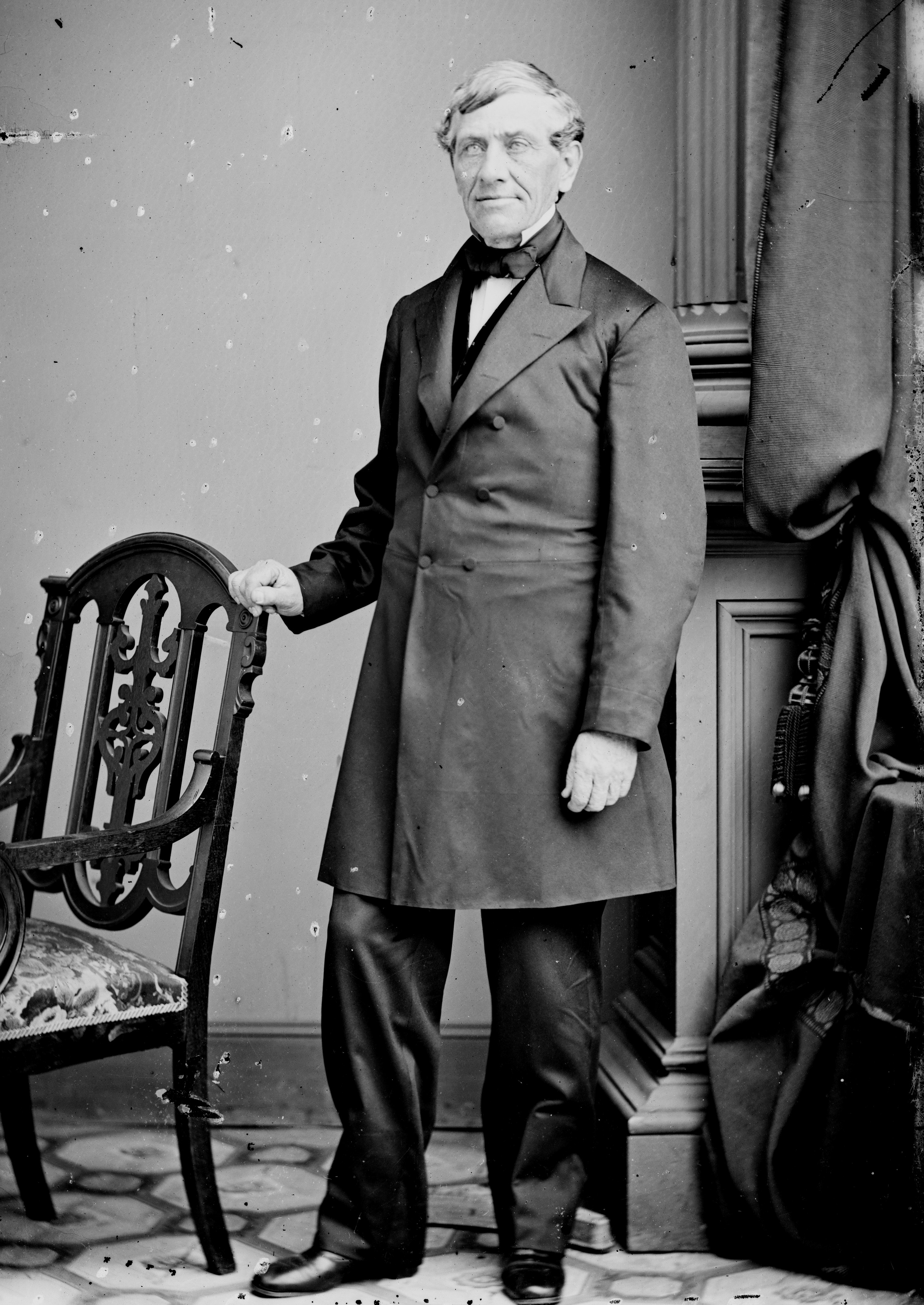
Augustus Bradford

- 09. Januar: Augustus Bradford, US-amerikanischer Politiker († 1881)
- 13. Januar: Michel Chevalier, französischer Ökonom und Freihändler († 1879)
- 14. Januar: John Bragg, US-amerikanischer Politiker († 1878)
- 14. Januar: Matthew Fontaine Maury, US-amerikanischer Marineoffizier und Hydrograph († 1873)
- 16. Januar: Bernhard von Neher, deutscher Maler († 1886)
- 18. Januar: Dorothea Pfeiffer, deutsche Malerin († 1864)
- 19. Januar: Wenzel Heinrich Veit, tschechischer Komponist († 1864)
- 22. Januar: Antonio Caccia der Ältere, Schweizer Schriftsteller italienischer Sprache († 1875)
- 27. Januar: Juan Crisóstomo de Arriaga, spanischer Violinist und Komponist († 1826)
- 28. Januar: William Aiken Jr., US-amerikanischer Politiker († 1887)
- 01. Februar: Ignaz Pallme, österreichischer Handelsreisender und Afrikaforscher († 1877)
- 02. Februar: Theodor Avé-Lallemant, deutscher Musikkritiker und Musikschriftsteller († 1890)
- 03. Februar: Ansel Briggs, US-amerikanischer Politiker († 1881)
- 08. Februar: Howard Stansbury, US-amerikanischer Offizier und Entdecker († 1863)
- 09. Februar: Friedrich August Bouterwek, deutscher Historienmaler († 1867)
- 10. Februar: Orville Hickman Browning, US-amerikanischer Politiker († 1881)
- 15. Februar: Franz Xaver Haimerl, österreichischer Jurist und Hochschullehrer († 1867)
- 18. Februar: Georg Achleitner, österreichischer Jurist und Politiker († 1883)
- 18. Februar: Eduard Heis, deutscher Mathematiker und Astronom († 1877)
- 20. Februar: Johannes von Kuhn, deutscher Theologe († 1887)
- 21. Februar: Johann Georg Hiltensperger, deutscher Bauunternehmer († 1890)
- 23. Februar: Manfredo Fanti, italienischer General († 1865)
- 25. Februar: Friedrich Welwitsch, österreichischer Afrikaforscher und Botaniker († 1872)
- 26. Februar: Masanori Abe, japanischer Adeliger († 1823)
- 28. Februar: Gustav Eduard Benseler, deutscher Altphilologe und Lexikograf († 1868)

### März/April
- 03. März: Emil Adolf Roßmäßler, deutscher Naturforscher und Volksschriftsteller († 1867)
- 03. März: Karl Theodor Albert Liebner, deutscher lutherischer Theologe, Philologe und Historiker († 1871)
- 06. März: Elizabeth Barrett Browning, englische Dichterin († 1861)
- 09. März: Wilhelm Lindenschmit der Ältere, deutscher (Historien-)Maler († 1848)
- 10. März: Eduard Friedrich Weber, deutscher Physiologe und Arzt († 1871)
- 11. März: Louis Boulanger, französischer Maler († 1867)
- 20. März: Désiré Nisard, französischer Literaturhistoriker († 1888)
- 21. März: Johannes Carl, deutscher evangelischer Theologe, Konsistorialrat und Dichter († 1887)
- 21. März: Benito Juárez, mexikanischer Präsident († 1872)
- 23. März: Hermann Ulrici, deutscher Philosoph († 1884)
- 28. März: Karl Friedrich Nägelsbach, deutscher Altphilologe († 1859)
- 28. März: Hans Victor von Unruh, preußischer Politiker und Regierungsrat († 1886)
- 02. April: Friedrich Halm, österreichischer Dichter und Dramatiker († 1871)
- 02. April: Gabriel Riesser, deutscher Rechtsanwalt und Politiker († 1863)
- 02. April: Giacomo Antonelli, römisch-katholischer Kardinal und Staatssekretär († 1876)
- 04. April: Claiborne Fox Jackson, US-amerikanischer Politiker († 1862)
- 06. April: Friedrich Ritschl, deutscher Sprachwissenschaftler († 1876)
- 08. April: Johann Maximilian von und zu Arco auf Valley, deutscher Gutsbesitzer und Politiker († 1875)
- 09. April: Isambard Kingdom Brunel, britischer Ingenieur († 1859)
- 10. April: Leonidas Polk, General der Konföderierten und anglikanischer Bischof († 1864)
- 11. April: Alexander Graf von Auersperg, österreichischer Dichter und Politiker († 1876)
- 11. April: Friedrich Constantin von Beust, deutscher Geologe und Jurist († 1891)
- 11. April: Pierre Guilleaume Fréderic Le Play, französischer Ingenieur, Ökonom, Soziologe und Sozialreformer († 1882)
- 11. April: Joseph A. Woodward, US-amerikanischer Politiker († 1885)
- 15. April: Émile Souvestre, französischer Roman- und Bühnendichter († 1854)
- 20. April: Niklaus Kaiser, Schweizer Förster und Politiker († 1869)
- 22. April: Moody Currier, US-amerikanischer Politiker († 1898)
- 23. April: Conrad Abée, kurhessischer Politiker und Minister († 1873)
- 23. April: Wilhelm Wackernagel, deutscher Schriftsteller und Germanist († 1869)
- 25. April: Robert von Prittwitz und Gaffron, preußischer Regierungspräsident in Schlesien († 1889)
- 25. April: Wilhelm, Herzog von Braunschweig († 1884)
- 27. April: Maria Christina von Neapel-Sizilien, Königin und Regentin von Spanien († 1878)
- 28. April: Rudolf Christian Böttger, deutscher Chemiker und Physiker († 1881)
- 29. April: Ernst von Feuchtersleben, österreichischer Popularphilosoph († 1849)

### Mai/Juni
- 02. Mai: Charles Gleyre, Schweizer Maler († 1874)
- 03. Mai: Felipe Santiago de Salaverry, peruanischer General und Staatspräsident von Peru († 1836)
- 04. Mai: William Fothergill Cooke, englischer Erfinder († 1879)
- 06. Mai: Georg von Stockau, österreichischer Politiker und Gutsbesitzer († 1865)
- 08. Mai: António José de Ávila, portugiesischer Politiker († 1881)
- 08. Mai: Johann Friedrich Kittl, tschechischer Komponist († 1868)
- 12. Mai: Georg Adolf Erman, deutscher Physiker († 1877)
- 15. Mai: Christopher Robinson, US-amerikanischer Politiker († 1889)
- 17. Mai: Wilhelm Kreyher, deutscher Architekt († 1855)
- 20. Mai: John Stuart Mill, englischer Philosoph und Ökonom († 1873)
- 26. Mai: Louis-Marie-Joseph-Eusèbe Caverot, französischer Kardinal und Erzbischof von Lyon († 1887)
- 26. Mai: Vinzenz Jakob von Zuccalmaglio, deutscher Schriftsteller und Dichter († 1876)
- 29. Mai: Karl Bötticher, deutscher Architekt, Kunsthistoriker und Archäologe († 1889)
- 01. Juni: Samuel Arnold, US-amerikanischer Politiker († 1869)
- 01. Juni: Théodore Maunoir, Mitbegründer des Internationalen Komitees vom Roten Kreuz († 1869)
- 02. Juni: Rudolf Anger, deutscher Theologe und Philosoph († 1866)
- 07. Juni: Domenico Consolini, italienischer Kurienkardinal († 1884)
- 09. Juni: Ernst von Bibra, Naturforscher und Schriftsteller († 1878)
- 09. Juni: Ludwig III., Großherzog von Hessen-Darmstadt († 1877)
- 11. Juni: Julius Köbner, Mitbegründer der deutschen Baptistengemeinden († 1884)
- 12. Juni: John Augustus Roebling, deutsch-amerikanischer Ingenieur († 1869)
- 13. Juni: Bernard ter Haar, niederländischer reformierter Theologe, Kirchenhistoriker und Dichter († 1880)
- 18. Juni: Abijah Gilbert, US-amerikanischer Politiker († 1881)
- 18. Juni: Anton Westermann, deutscher Klassischer Philologe († 1869)
- 22. Juni: Magnús Eiríksson, isländischer Theologe und religiöser Schriftsteller († 1881)
- 22. Juni: Émile de Girardin, französischer Verleger († 1881)
- 24. Juni: John Cummins Edwards, US-amerikanischer Politiker († 1888)
- 24. Juni: Julius von Leypold, deutscher Landschaftsmaler († 1874)
- 27. Juni: Augustus De Morgan, englischer Mathematiker († 1871)

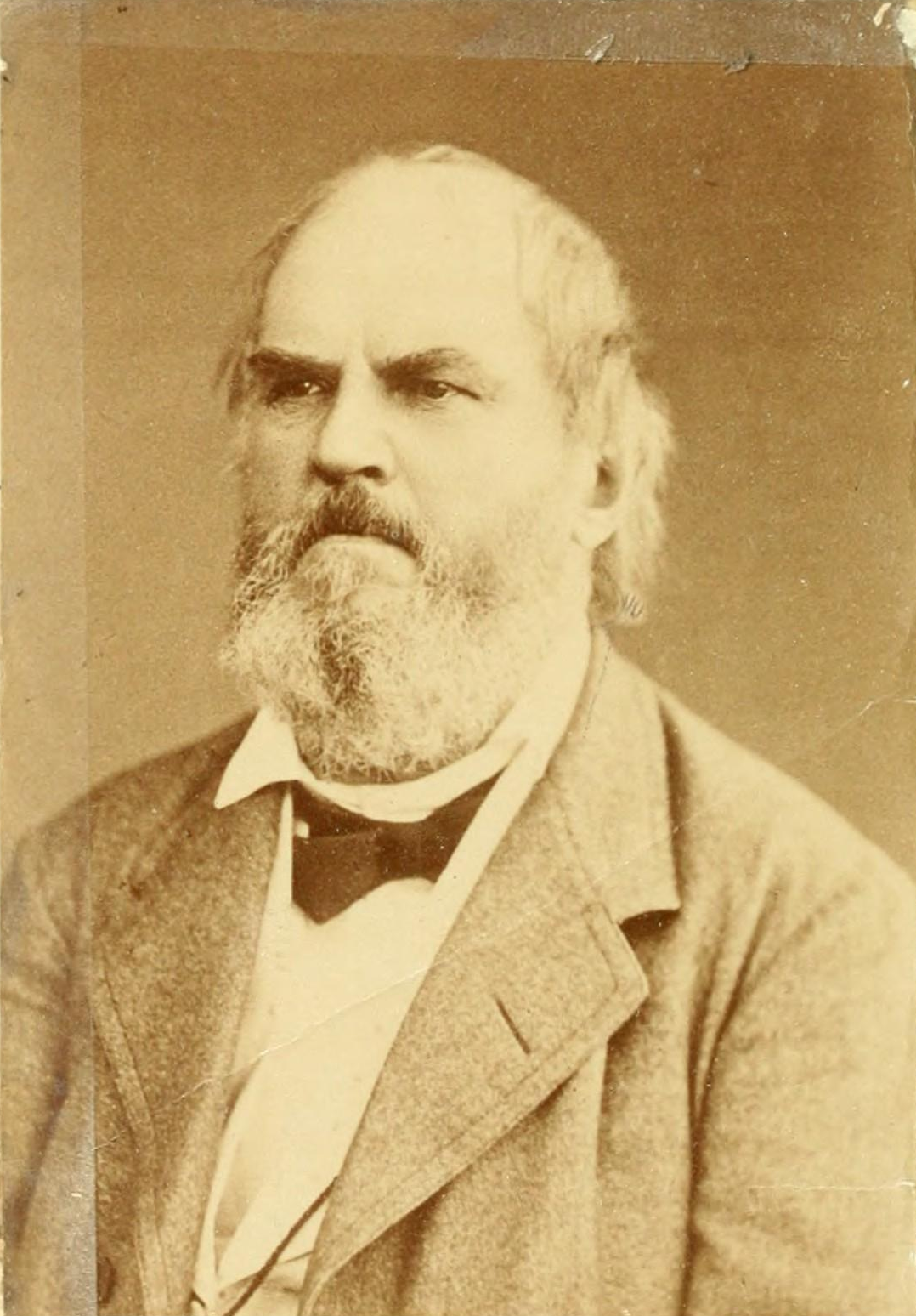
Carl August Dohrn

- 27. Juni: Carl August Dohrn, deutscher Entomologe († 1892)

### Juli/August
- 04. Juli: Wilhelm Beckershoff, deutscher Kommunalpolitiker, Bauunternehmer und Steinbruchbesitzer († 1873)
- 06. Juli: Charles J. Faulkner, US-amerikanischer Politiker († 1884)
- 07. Juli: Michele Amari, italienischer Geschichtsforscher und Orientalist († 1889)
- 14. Juli: Benning W. Jenness, US-amerikanischer Politiker († 1879)
- 18. Juli: Erwin Speckter, deutscher Maler († 1835)
- 19. Juli: Alexander Dallas Bache, US-amerikanischer Physiker († 1867)
- 19. Juli: Lorenz Diefenbach, deutschnationaler Schriftsteller und Sprachwissenschaftler († 1883)
- 22. Juli: Johann Kaspar Zeuß, deutscher Philologe († 1856)
- 23. Juli: Charles Stoddart, britischer Diplomat († 1842)
- 28. Juli: Alexander Iwanow, russischer Landschaftsmaler († 1858)
- 28. Juli: Fridolin Josef Landolt, Schweizer Jurist († 1880)
- 02. August: Alexander von Soiron, Abgeordneter in der Frankfurter Nationalversammlung († 1855)
- 10. August: Arunah Shepherdson Abell, US-amerikanischer Verleger († 1888)
- 10. August: Carl Franz Wilhelm Edel, deutscher Jurist und Politiker († 1890)
- 10. August: Paul-Eugène Lequeux, französischer Architekt († 1873)
- 10. August: Julius Weisbach, deutscher Mathematiker und Ingenieur († 1871)
- 11. August: Willem Hendrik de Vriese, niederländischer Mediziner und Botaniker († 1862)
- 17. August: Johann Kaspar Mertz, slowakischer Komponist und Gitarrist († 1856)
- 17. August: Karl von Schrenck von Notzing, bayerischer Politiker († 1884)
- 20. August: Leopold Bornitz, deutscher Arzt und Schriftsteller († 1853)
- 21. August: Johannes Frederik Fröhlich, dänischer Komponist († 1860)
- 22. August: Thomas B. Butler, US-amerikanischer Politiker († 1873)

### September/Oktober
- 05. September: Louis Juchault de Lamoricière, französischer General und Staatsmann († 1865)
- 07. September: Christian August Friedrich Peters, deutscher Astronom († 1880)
- 13. September: Carl Anton Christian Agthe, deutscher Theologe und Pädagoge († 1876)
- 16. September: Fjodor Fjodorowitsch Andresen, russischer Maler († 1880)
- 17. September: Guillaume-Benjamin Duchenne, französischer Physiologe († 1875)
- 18. September: Heinrich Laube, deutscher Schriftsteller und Dramatiker († 1884)
- 19. September: Fabre Geffrard, haitianischer Politiker († 1879)
- 27. September: Eberhard Anheuser, deutscher Unternehmer und Brauereibesitzer († 1880)
- 28. September: Francisco Malespín, Präsident von El Salvador († 1846)
- 29. September: Friedrich Feuerbach, Philologe und Philosoph († 1880)
- 03. Oktober: Oliver Cowdery, Mitbegründer der Mormonenbewegung († 1850)
- 09. Oktober: Anton von Stabel, badischer Staatsmann und Jurist († 1880)
- 13. Oktober: Otto Unverdorben, Kaufmann und Apotheker († 1873)
- 14. Oktober: Alexander Carl Friedrich von Arentschildt, hannoverscher und preußischer Generalleutnant († 1881)
- 14. Oktober: Preston King, US-amerikanischer Politiker († 1865)
- 16. Oktober: William P. Fessenden, US-amerikanischer Politiker († 1869)
- 24. Oktober: Friedrich Ludwig Niemann, Industrieller in Essen-Horst († 1889)
- 25. Oktober: Max Stirner, deutscher Philosoph und Journalist († 1856)
- 30. Oktober: Edward Junius Black, US-amerikanischer Politiker († 1846)

### November/Dezember
- 08. November: Herman Merivale, englischer Staatsbeamter und Autor († 1874)
- 08. November: Emil Pfeifer war ein deutscher Unternehmer der Zucker- und Motorenindustrie († 1889)
- 20. November: Jean Hippolyte Michon, französischer Schriftsteller und Begründer der modernen Graphologie († 1881)
- 21. November: Adolf Harleß, deutscher protestantischer Theologe († 1879)
- 22. November: Lafayette S. Foster, US-amerikanischer Politiker († 1880)
- 23. November: Philipp Hoffmann, deutscher Architekt und Stadtbaumeister († 1889)
- 23. November: Francis Ormand Jonathan Smith, US-amerikanischer Politiker († 1876)
- 23. November: Johann Jakob Sulzer, Schweizer Eisengießer und Unternehmer († 1883)
- 24. November: William Webb Ellis, englischer Geistlicher, angeblicher Erfinder des Rugby († 1872)
- 24. November: Omar Pascha, türkischer General und Renegat († 1871)
- 02. Dezember: Hans Heinrich X. Fürst von Pless, deutscher Standesherr und Montanindustrieller († 1855)
- 04. Dezember: Portus Baxter, US-amerikanischer Politiker († 1868)
- 04. Dezember: Wilhelm Meyer, Schweizer Offizier und Bühnen- und Architekturmaler († 1848)
- 06. Dezember: Gilbert Duprez, französischer Operntenor und Komponist († 1896)
- 06. Dezember: Paravizin Hilty, Schweizer Kaufmann und Politiker († 1866)
- 11. Dezember: Hermann von Abich, deutscher Mineraloge, Geologe und Forschungsreisender († 1886)
- 11. Dezember: Heinrich Aemilius August Danz, deutscher Rechtsgelehrter († 1881)
- 12. Dezember: François Blanc, französischer Mathematiker und Finanzier († 1877)
- 12. Dezember: Stand Watie, Angehöriger der Cherokee und General des konföderierten Heeres im Sezessionskrieg († 1871)
- 14. Dezember: Ernst Casimir II. zu Ysenburg und Büdingen, Fürst zu Ysenburg und Büdingen († 1861)
- 16. Dezember: Pierre Lachambeaudie, französischer Fabeldichter († 1872)
- 17. Dezember: Johann Christian Friedrich Tuch, deutscher Orientalist († 1867)
- 18. Dezember: Thomas Davis, US-amerikanischer Politiker († 1895)
- 20. Dezember: Joseph W. Chalmers, US-amerikanischer Politiker und Jurist († 1853)
- 23. Dezember: Marie von Augustin, österreichische Malerin und Schriftstellerin († 1886)
- 25. Dezember: Auguste Anicet-Bourgeois, französischer Theaterdichter († 1871)
- 26. Dezember: Karl Ernst Georges, deutscher Altphilologe, Lehrer und Lexikograf († 1895)
- 27. Dezember: Ramón Cabrera y Griño, Heerführer der spanischen Karlisten († 1877)
- 27. Dezember: Ferdinand Gustav Kühne, deutscher Schriftsteller und Literaturkritiker († 1888)

### Genaues Geburtsdatum unbekannt
- Alcée Louis la Branche, US-amerikanischer Politiker († 1861)
- Carl Georg Wenner, Bürgermeister von Lörrach († 1863)

## Gestorben

### Januar bis März
- 06. Januar: Johann Heinrich Riesener, deutschstämmiger Ebenist und Möbelkünstler (* 1734)
- 12. Januar: Manuel Abad y Lasierra, spanischer Bischof (* 1729)
- 16. Januar: Nicolas Leblanc, französischer Arzt und Chemiker (* 1742)
- 21. Januar: Henry Ellis, britischer Forscher, Autor und Kolonialgouverneur der Province of Georgia (* 1721)
- 23. Januar: William Pitt der Jüngere, Premierminister von Großbritannien (* 1759)
- 26. Januar: Richard Law, US-amerikanischer Jurist und Politiker (* 1733)
- 26. Januar: Jean-Joseph Mounier, französischer Politiker (* 1758)
- 26. Januar: Johann Christoph Friedrich Schulz, deutscher evangelischer Theologe (* 1774)
- 30. Januar: Ernst Ludwig Wilhelm von Dacheröden, deutscher Beamter (* 1764)
- 02. Februar: Daniel Rogers, US-amerikanischer Politiker (* 1754)
- 03. Februar: Nicolas Edme Restif de la Bretonne, französischer Schriftsteller (* 1734)
- 06. Februar: Abiel Foster, US-amerikanischer Politiker (* 1735)
- 11. Februar: Vincente Martín y Soler, spanischer Komponist (* 1750/54)
- 12. Februar: Andreas Stütz, österreichischer Geologe und Mineraloge (* 1747)
- 13. Februar: Sámuel Ambrózy, ungarischer Theologe (* 1748)
- 18. Februar: Brigida Banti, italienische Opernsängerin (* 1755)
- 19. Februar: Elizabeth Carter, englische Dichterin, Altertumswissenschaftlerin, Autorin und Übersetzerin (* 1717)
- 24. Februar: Carl Friedrich Hagemann, österreichischer Bildhauer (* 1772)
- 24. Februar: Collin d’Harleville, französischer Dramatiker (* 1755)
- 25. Februar: Heinrich Christian Boie, deutscher Schriftsteller und Herausgeber (* 1744)
- 26. Februar: Thomas Alexandre Dumas, französischer General, Vater von Alexandre Dumas dem Älteren und Großvater von Alexandre Dumas dem Jüngeren (* 1762)
- 05. März: George Benjamin von Arnold, deutscher Land- und Justizrat (* 1737)
- 10. März: François Denis Tronchet, französischer Jurist (* 1726)
- 13. März: James McLene, US-amerikanischer Politiker (* 1730)
- 16. März: Johann Clemens Tode, deutsch-dänischer Mediziner, Hochschullehrer und Schriftsteller (* 1736)
- 19. März: James Jackson, US-amerikanischer Politiker (* 1757)
- 23. März: George Frederick Pinto, englischer Komponist (* 1785)
- 30. März: Georgiana Cavendish, Duchess of Devonshire, englische Adelige (* 1757)

### April bis Juni
- 02. April: Werner Marx, Generalvikar in Köln (* 1746)
- 02. April: Karl Heinrich Seibt, deutscher Pädagoge und katholischer Theologe (* 1735)
- 04. April: Carlo Gozzi, italienischer Autor und Dramatiker (* 1720)
- 04. April: Charles-Daniel de Meuron, Schweizer Offizier in fremden Diensten und Militärunternehmer in holländischen und britischen Diensten sowie britischer Generalleutnant (* 1738)
- 06. April: Franz Anton von Blanc, österreichischer Beamter (* 1734)
- 08. April: Robert Barker, irischer Maler (* 1739)
- 09. April: Wilhelm V., Statthalter der Niederlande (* 1748)
- 09. April: Johann Ernst Schulz, deutscher evangelischer Theologe (* 1742)
- 10. April: Horatio Gates, US-amerikanischer General im Unabhängigkeitskrieg (* 1727)
- 22. April: Pierre de Villeneuve, französischer Admiral (* 1763)
- 26. April: Wenzel Bernard Ambrozy, böhmischer Historienmaler (* 1723)
- 27. April: Amalie von Gallitzin, Mitbegründerin des „romantischen“ Katholizismus (* 1748)
- 30. April: Onogawa Kisaburo, Sumōringer und fünfter Yokozuna (* 1758)
- 07. Mai: Heinrich Wilhelm von Huth, dänischer General der Artillerie (* 1717/1712?)
- 08. Mai: Robert Morris, britisch-US-amerikanischer Unternehmer und einer der Gründerväter der USA (* 1734)
- 09. Mai: Eiler Christopher von Ahlefeldt, deutsch-dänischer Amtmann (* 1736)
- 15. Mai: James Watson, US-amerikanischer Politiker (* 1750)
- 21. Mai: Maria Antonia von Neapel-Sizilien, Fürstin von Asturien und Infantin von Spanien (* 1784)
- 31. Mai: Urban Bruun Aaskow, dänischer Mediziner (* 1742)
- 31. Mai: George Macartney, britischer Staatsmann, Kolonialbeamter und Diplomat (* 1737)
- 31. Mai: Michael von Melas, österreichischer General (* 1729)
- 000Mai: John Jordan Crittenden Sen., US-amerikanischer Offizier und Politiker (* 1754)
- 05. Juni: Gabriel François Doyen, französischer Maler (* 1726)
- 08. Juni: Johann La Roche, österreichischer Schauspieler (* 1745)
- 08. Juni: George Wythe, Unterzeichner der Unabhängigkeitserklärung der USA (* 1726)
- 21. Juni: Johann Ignaz Schiffermüller, österreichischer Autor und Zoologe (* 1727)
- 21. Juni: Xaver, sächsischer und polnischer Prinz (* 1730)
- 23. Juni: Mathurin-Jacques Brisson, französischer Zoologe und Naturphilosoph (* 1723)
- 23. Juni: Adolf Friedrich Harper, deutscher Maler (* 1725)

### Juli bis September
- 04. Juli: Karl Ernst von Dobschütz, schlesischer Gutsbesitzer, Falschmünzer, Staatsverbrecher (* 1753)
- 07. Juli: Isaak Daniel Itzig, königlich preußischer Hoffaktor und -bankier (* 1750)
- 11. Juli: James Smith, Unterzeichner der Unabhängigkeitserklärung der USA (* um 1719)
- 25. Juli: Justus Arnemann, deutscher Medizinprofessor und Chirurg (* 1763)
- 25. Juli: Friedrich Gustav Arvelius, estnisch-deutschbaltischer Schriftsteller und Volksaufklärer (* 1753)
- 26. Juli: Karoline von Günderrode, deutsche Schriftstellerin (* 1780)
- 02. August: Johann Heinrich Vincent Nölting, deutscher Theologe und Philosoph (* 1736)
- 03. August: Michel Adanson, französischer Botaniker (* 1727)
- 04. August: Johann Gottfried Hagemeister, deutscher Schauspieler, Dichter, Publizist und Lehrer (* 1762)
- 10. August: Michael Haydn, österreichischer Komponist (* 1737)
- 18. August: Johann August Arens, deutscher Architekt, Landschaftsgestalter und Maler (* 1757)
- 20. August: Karl Ludwig, Fürst von Anhalt-Bernburg-Schaumburg-Hoym und niederländischer General (* 1723)
- 22. August: Jean-Honoré Fragonard, französischer Maler (* 1732)

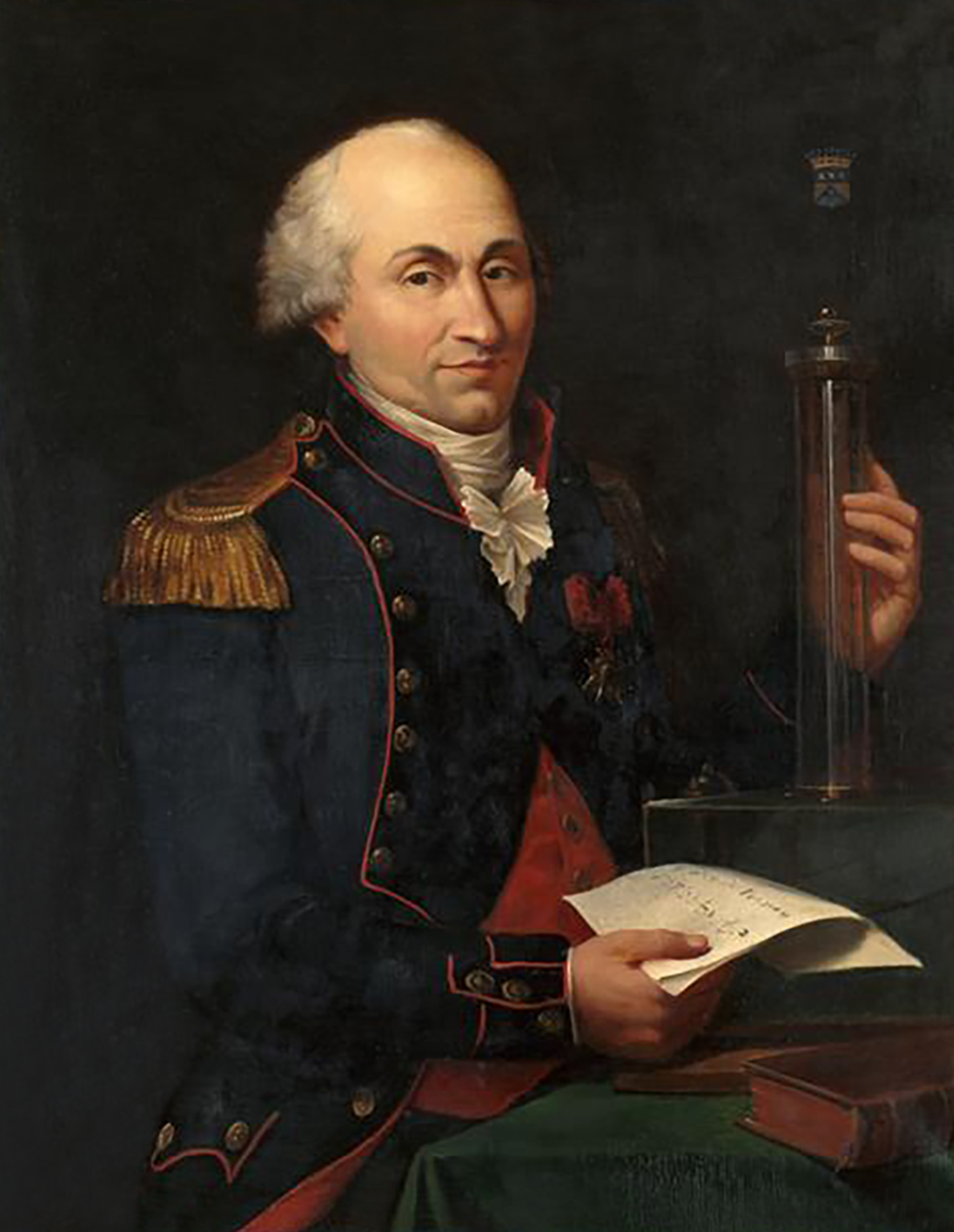
Charles Augustin de Coulomb

- 23. August: Charles Augustin de Coulomb, französischer Physiker (* 1736)
- 26. August: Johann Philipp Palm, Nürnberger Büchhändler (* 1766)
- 06. September: Louis-Pierre Anquetil, französischer Historiker (* 1723)
- 06. September: Johann Wilhelm Christian Brühl, deutscher Mediziner und Hochschullehrer (* 1757)
- 09. September: William Paterson, US-amerikanischer Staatsmann, Richter am Supreme Court (* 1745)
- 10. September: Johann Christoph Adelung, deutscher Bibliothekar und Sprachforscher (* 1732)
- 10. September: Johann Anton Leisewitz, deutscher Autor, Jurist und Schriftsteller (* 1752)
- 13. September: Charles James Fox, britischer Staatsmann und Redner (* 1749)
- 19. September: Franz Samuel Karpe, slowenisch-österreichischer Philosoph und Hochschullehrer (* 1747)
- 27. September: Wolfgang Heribert von Dalberg, Intendant des Nationaltheaters in Mannheim (* 1750)
- 28. September: August von Sachsen-Gotha-Altenburg, Prinz aus der Linie Sachsen-Gotha-Altenburg (* 1747)

### Oktober bis Dezember
- 09. Oktober: Friedrich August Brand, österreichischer Maler und Kupferstecher (* 1735)
- 10. Oktober: Louis Ferdinand von Preußen, Sohn des Prinzen Ferdinand von Preußen (* 1772)
- 10. Oktober: Theresa Concordia Maron, deutsche Malerin (* 1725)
- 17. Oktober: Jean-Jacques Dessalines, als Jacques I. Kaiser von Haiti (* 1758)
- 18. Oktober: Friedrich Wilhelm Carl von Schmettau, deutscher Kartograf (* 1743)
- 25. Oktober: Henry Knox, erster US-amerikanischer Kriegsminister (* 1750)
- 26. Oktober: John Graves Simcoe, Vizegouverneur von Oberkanada (* 1752)
- 27. Oktober: Helwig Bernhard Jaup, deutscher Jurist und Hochschullehrer (* 1750)
- 28. Oktober: Charlotte Turner Smith, englische Dichterin, Schriftstellerin und Übersetzerin (* 1749)
- 30. Oktober: Friedrich Gabriel Resewitz, deutscher Abt, Pädagoge und Bildungspolitiker (* 1729)
- 31. Oktober: Sophie Mereau, deutsche Schriftstellerin der deutschen Romantik (* 1770)
- 01. November: Johann Gottfried Kletschke, deutscher evangelischer Geistlicher (* 1748)
- 01. November: Ludwig Zöschinger, deutscher Geistlicher, Komponist und Organist (* 1731)
- 05. November: Franz Novotny, rumäniendeutscher Kirchenmusiker und Komponist (* 1748)
- 10. November: Karl Wilhelm Ferdinand, preußischer Feldmarschall (* 1735)
- 11. November: Fra Diavolo, eigentlich Michele Pezza, süditalienischer Straßenräuber und Widerstandskämpfer gegen die französische Vorherrschaft (* 1771)
- 11. November: Joseph Gottlieb Kölreuter, deutscher Botaniker und Professor (* 1733)
- 18. November: Claude-Nicolas Ledoux, französischer Architekt (* 1736)
- 01. Dezember: Johann August Urlsperger, deutscher Theologe und Prediger (Pietist) (* 1728)
- 09. Dezember: Franz, Herzog von Sachsen-Coburg-Saalfeld (* 1750)
- 10. Dezember: Christoph Nathe, deutscher Miniaturmaler, Aquarellist und Radierer (* 1753)
- 14. Dezember: John Breckinridge, US-amerikanischer Politiker (* 1760)
- 29. Dezember: Charles Lennox, 3. Duke of Richmond, britischer Feldmarschall und Politiker (* 1735)

### Genaues Todesdatum unbekannt
- Martin Lampe, langjähriger Diener Immanuel Kants (* 1734)
- Sakurada Jisuke I., japanischer Kabukiautor (* 1734)

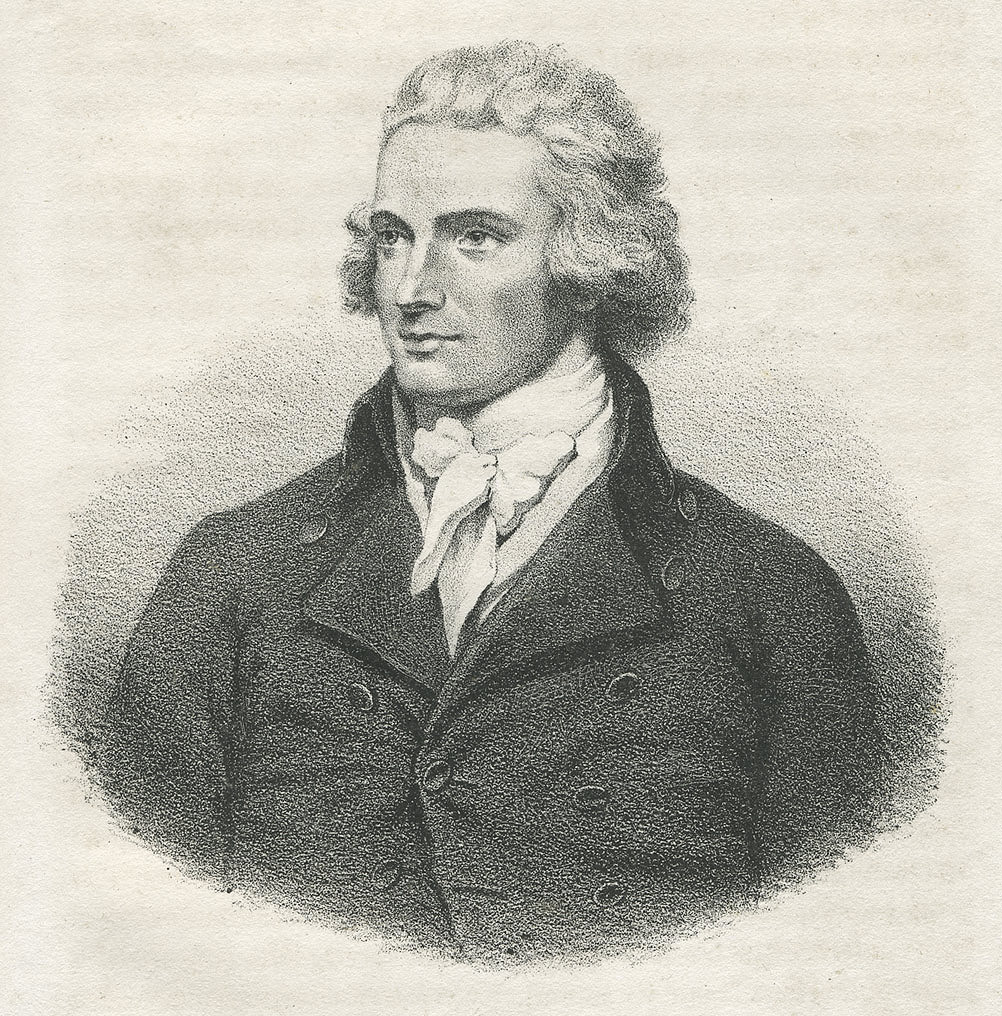
Mungo Park

- Mungo Park, britischer Afrikareisender (* 1771)
- Kitagawa Utamaro, japanischer Farbholzschnittkünstler (* 1753)